# Tobias Wächter
Tobias Wächter (Düsseldorf, 3 de agosto de 1988) é um desportista alemão que compete no ciclismo na modalidade de pista, especialista nas provas de velocidade por equipas e keirin.
Ganhou três medalhas de ouro no Campeonato Europeu de Ciclismo em Pista, nos anos 2012 e 2014.

## Medalheiro internacional
| Campeonato Europeu | Campeonato Europeu     | Campeonato Europeu | Campeonato Europeu     |
| Ano                | Lugar                  | Medalha            | Competição             |
| ------------------ | ---------------------- | ------------------ | ---------------------- |
| 2012               | Panevėžys ( Lituânia)  | Medalha de ouro    | Velocidade por equipas |
| 2012               | Panevėžys ( Lituânia)  | Medalha de ouro    | Keirin                 |
| 2014               | Baie-Mahault ( França) | Medalha de ouro    | Velocidade por equipas |